# Womersley (Yorkshire)
Pour les articles homonymes, voir Womersley.
Womersley est un village et une paroisse civile du Yorkshire du Nord, en Angleterre. La population comptait 546 habitants en 2021.